# Enicospilus psammus
Enicospilus psammus là một loài tò vò trong họ Ichneumonidae.